# A Dona do Pedaço
A Dona do Pedaço (título en español: Dulce Ambición) es una telenovela brasileña producida y emitida por TV Globo desde el 20 de mayo de 2019, sustituyendo a El Septimo Guardián, hasta el 22 de noviembre de 2019, siendo sustituida por Amor de Madre. Fue la 16.ª telenovela exhibida en el horario de las 21 horas, y contó con 161 capítulos grabados. La telenovela debutó en Estados Unidos por Univision el 31 de agosto de 2020, y posteriormente, por Mega de Chile, el 23 de agosto de 2021.
Creada por Walcyr Carrasco y dirigida por Luciano Sabino, la telenovela fue protagonizada por Juliana Paes, Marcos Palmeira, Paolla Oliveira y Sérgio Guizé en los papeles principales, y contó con Ágatha Moreira, Nathalia Dill, Nívea Maria, Reynaldo Gianecchini, Jussara Freire, Rafael Queiroz y Lee Taylor como los antagonistas principales.

## Sinopsis
María de la Paz (Juliana Paes) es una decidida repostera ambulante que llega a ser una famosa y rica empresaria veinte años después de una tragedia en el día de su boda con Amadeo (Marcos Palmeira). De esa relación interrumpida nació Josiane, "Jô" (Ágatha Moreira); una joven que busca el poder y siente rechazo por los humildes orígenes de su madre. Temiendo que el reencuentro de sus padres arruine sus planes, "Jô" se une al seductor Regis (Reynaldo Gianecchini) en un plan que tiene por fin convencer a María a que se case con él para que luego, juntos, se queden con toda su fortuna. 
En este éxito arrollador del escritor brasileño ganador del premio Emmy, Walcyr Carrasco, el optimismo de María de la Paz tendrá que ser mayor que la ambición de su propia hija cuando ella descubra su traición y sus oscuros secretos.

## Elenco
| Actor/Actriz           | Personaje                                        |
| ---------------------- | ------------------------------------------------ |
| Juliana Paes           | Maria da Paz Sobral Ramirez                      |
| Marcos Palmeira        | Amadeu da Penha Matheus                          |
| Ágatha Moreira         | Josiane Sobral Ramirez Matheus (Jô)              |
| Reynaldo Gianecchini   | Régis Mantovani                                  |
| Paolla Oliveira        | Virgínia Sobral Ramirez / Virgínia Guedes (Vivi) |
| Nathalia Dill          | Fabiana Sobral Ramirez / Fabiana do Rosário      |
| Sérgio Guizé           | Ricardo Silvino (Chicle)                         |
| Malvino Salvador       | Agno Aguiar                                      |
| Deborah Evelyn         | Lyris Mantovani Aguiar                           |
| Heloísa Jorge          | Dr. Gilda Miranda                                |
| Lee Taylor             | Camilo Boaventura                                |
| Monica Iozzi           | Kim Ventura                                      |
| Caio Castro            | Rock Macondo                                     |
| Anderson Di Rizzi      | Márcio                                           |
| Lucy Ramos             | Sílvia Miranda                                   |
| Rainer Cadete          | Téo Pacheco                                      |
| Marco Nanini           | Eusébio Macondo                                  |
| Marco Nanini           | Eustáquio Macondo Júnior (Juninho)               |
| Rosi Campos            | Dorotéia Macondo (Dodô)                          |
| Natália do Vale        | Beatriz Rocha Guedes                             |
| José de Abreu          | Otávio Rocha                                     |
| Betty Faria            | Cornélia Macondo Ferreira                        |
| Tónico Pereira         | Chico (Francisco Ferreira)                       |
| Suely Franco           | Marlene                                          |
| Ary Fontoura           | Antero Valadares                                 |
| Guilherme Leicam       | Adão Ramirez Martins (Júnior / Mano Santa)       |
| Rafael Queiroz         | Rael Matheus                                     |
| Nathalia Timberg       | Gladys Mantovani                                 |
| Rosamaria Murtinho     | Linda Guedes                                     |
| Rosane Gofman          | Ellen                                            |
| Glamour Garcia         | Rarisson Macondo / Britney Macondo               |
| Pedro Carvalho         | Abel                                             |
| Bruno Bevan            | José Hélio Macondo (Zé Hélio)                    |
| Carol Garcia           | Sabrina Macondo                                  |
| Mel Maia               | Cássia Mantovani Aguiar                          |
| João Gabriel D'Aleluia | Carlito Miranda Matheus                          |
| Betto Marques          | Tonho                                            |
| Osvaldo Mil            | Cosme Pereira                                    |
| Duio Botta             | Jardel                                           |
| Gláucio Gomes          | Nicolas                                          |
| Thiago Thomé           | Adriano                                          |
| Fernando Zili          | André                                            |
| Pablo Titto            | Tico                                             |
| Luciana Fernandes      | Jeniffer                                         |
| Jardel Camelo          | Beto                                             |
| Bruno Barboza          | Eurico                                           |
| Chan Suan              | Naomi                                            |
| Dani Guimarães         | Lígia                                            |
| Bruno Gissoni          | William, Fernando (hacker)                       |
| Bruna Hamú             | Joana Azevedo                                    |

### Participaciones especiales
| Actor/Actriz            | Personaje                |
| ----------------------- | ------------------------ |
| Fernanda Montenegro     | Dulce Ramirez            |
| Maeve Jinkings          | Zenaide Sobral Ramirez   |
| Dionísio Neto           | Hélcio Ramirez           |
| Genézio de Barros       | Ademir Ramirez           |
| Nívea Maria             | Evelina Sobral Ramirez   |
| Luiz Carlos Vasconcelos | Miroel Matheus           |
| Jussara Freire          | Nilda Matheus            |
| Álamo Facó              | Vicente da Penha Matheus |
| Áurea Maranhão          | Ticiana da Penha Matheus |
| Ismael Caneppele        | Murilo Matheus           |
| Cesar Ferrario          | Adão Ramirez Martins     |
| Maria Sílvia Radomille  | Berenice Ramirez Martins |
| Berta Loran             | Dinorá                   |
| Fernando Eiras          | Sacerdote Elias          |
| Regina Sampaio          | Sacerdotisa Maria        |
| Cynthia Senek           | Edilene Pereira          |
| Gretchen                |                          |
| Emilio Moreira          | Aírton Ramirez           |
| Ana Barroso             | Josiane Ramirez          |
| Patrícia Palhares       | Hermana Fátima           |
| Mirella Sabarense       | Maria da Paz (niña)      |
| Malu Fernandes          | Zenaide (niña)           |
| Victor Aguiar           | Hélcio (joven)           |
| Duda Batista            | Virgínia (niña)          |
| Maria Clara Baldon      | Fabiana (niña)           |
| Bernardo Amil           | Júnior (niño)            |
| Luiz Felipe Melo        | Chicle (niño)            |
| Mari Cardoso            | Josiane (niña)           |
| Luiz Eduardo Toledo     | Rael (joven)             |
| Leo Scarpa              | Rock (niño)              |
| Flávio Bisneto          | Zé Hélio (niño)          |
| Theo Almeida            | Rarisson (niño)          |
| Alice Jardim            | Sabrina (niña)           |
| Fátima Bernardes        | Ella misma               |
| Dudu Bertholini         | Él mismo                 |
| Camila Coutinho         | Ella misma               |
| Ana Furtado             | Gerusa                   |

## Audiencia
A Dona do Pedaço (Dulce ambición) debutó con 32,5 puntos, uno menos que su predecesor. El resultado se debió a que El séptimo guardián dejó una crisis en la audiencia de la "telenovela de las nueve" y bajó la media de su predecesora en cinco puntos. En los siguientes capítulos la trama fue aumentando su audiencia, cerrando la primera semana con 32 puntos, la mejor marca de la franja horaria desde Empire. El 27 de mayo, con el cambio a la segunda fase, la telenovela alcanzó 35,6 puntos con 38 de pico. El 3 de junio alcanzó los 37 puntos en el capítulo que marcó el reencuentro de los protagonistas. El 8 de junio alcanzó los 28 puntos, un índice que su predecesor, The Seventh Guardian, no había logrado alcanzar.
El 16 de julio, con la continuación de la infructuosa boda de "Vivi" y Camilo, la telenovela alcanza los 37,2 puntos. El 5 de agosto, con la escena de María de la Paz golpeando a su hija Josiane entre gritos y llantos, la telenovela alcanzó los 41 puntos.
El 19 de agosto, con la escena en la que Maria de la Paz descubre la traición de su marido Régis con su hija Josiane y dispara contra su amante, la novela rompe su mayor registro hasta entonces con 44 puntos, el mejor índice en 2 años.
Su penúltimo capítulo emitido el 21 de noviembre de 2019 registró 45 puntos, la mayor audiencia de toda la telenovela. Su final, por su parte, obtuvo 44 puntos, terminando con una media global de 36 puntos.